# Kłamca (film 1997)
Kłamca (ang. Deceiver) – amerykański thriller z 1997 roku w reżyserii Jonasa i Josha Pate'ów.

## Fabuła
Zostaje zamordowana prostytutka. Jej poćwiartowane ciało zostaje znalezione w parku. Śledztwo prowadzą detektywi Braxton i Kennesaw. Jedynym tropem jest numer telefonu do Jamesa Waylanda, który ofiara miała przy sobie. Panowie przesłuchują Waylanda, pracownika fabryki tekstyliów. Ale mężczyzna skończył psychologię, a śledczy używają wykrywacza kłamstw.

## Obsada
- Chris Penn - Detektyw Phillip Braxton
- Ellen Burstyn - Mook
- Tim Roth - James Walter Wayland
- Renée Zellweger - Elizabeth
- Michael Rooker - Detektyw Edward Kennesaw
- Rosanna Arquette - Pani Kennesaw
- Don Winston - Warren
- Michael Parks - Dr Banyard
- Jody Wilhelm - Pani Wayland
- Ocie Pouncie - Boogie
- Bob Hungerford - Jebby
- Genevieve Butler - Mary Kennesaw
- Chelsea Butler - Chelsea Kennesaw
- David Alan Pickelsimer - Billy Kennesaw